# Bring It All Back
Bring It All Back è il singolo di debutto del gruppo musicale britannico S Club 7, pubblicato il 7 giugno 1999 come primo estratto dall'album S Club.

## Tracce
CD 1 (UK)
1. Bring It All Back – 3:36
2. So Right – 3:46
3. Bring It All Back (Extended Version) – 5:30
4. Bring It All Back (CD-Rom Video) – 3:32

CD 2 (UK)
1. Bring It All Back – 3:36
2. Hello Friend – 3:02
3. Bring It All Back (K-Klass Club Mix) – 6:14

## Classifiche

### Classifiche settimanali
| Classifica (1999-00) | Posizione massima |
| -------------------- | ----------------- |
| Australia            | 3                 |
| Austria              | 13                |
| Belgio (Fiandre)     | 52                |
| Belgio (Vallonia)    | 5                 |
| Francia              | 21                |
| Germania             | 6                 |
| Nuova Zelanda        | 1                 |
| Paesi Bassi          | 3                 |
| Regno Unito          | 1                 |
| Spagna               | 4                 |
| Svezia               | 9                 |
| Svizzera             | 2                 |

### Classifiche di fine anno
| Classifica (1999) | Posizione |
| ----------------- | --------- |
| Australia         | 14        |
| Nuova Zelanda     | 4         |
| Classifica (2000) | Posizione |
| Australia         | 56        |
| Belgio (Vallonia) | 32        |
| Germania          | 65        |
| Paesi Bassi       | 19        |
| Svezia            | 60        |
| Svizzera          | 32        |